# Deutsche Botschaft Aschgabat
Die Deutsche Botschaft Aschgabat ist die Diplomatische Vertretung der Bundesrepublik Deutschland in der Republik Turkmenistan.

## Lage und Gebäude
Die Kanzlei der Botschaft liegt wie viele andere fremde Missionen im Osten des Stadtzentrums der turkmenischen Hauptstadt Aschgabat. Die Straßenadresse lautet: Ak Altyn Hotel, Magtymguly Avenue 141/1, Aşgabat, Turkmenistan. Sie befindet sich in angemieteten Räumen des Bürotrakts eines internationalen Hotels als Zwischenunterbringung. Die Planungen für einen Botschaftsneubau sind abgeschlossen und die Bauausführung wurde in Angriff genommen.
Das turkmenische Außenministerium liegt elf Kilometer südlich der Botschaft. Der Flughafen Aşchgabat (Aşgabat Halkara Howa Menzili) ist nur wenige Kilometer entfernt.

## Auftrag und Organisation
Die Botschaft Aschgabat hat den Auftrag, die Turkmenisch-deutschen Beziehungen zu pflegen, die deutschen Interessen gegenüber der Regierung des Turkmenistans zu vertreten und die Bundesregierung über Entwicklungen in Turkmenistan zu unterrichten.
In der Botschaft werden die Sachgebiete Politik, Wirtschaft, Kultur und Bildung bearbeitet.
Das Rechts- und Konsularreferat der Botschaft bietet konsularische Dienstleistungen für in Turkmenistan ansässige deutsche Staatsangehörige an. Es stellt Visa für Aufenthalte in Deutschland für Staatsangehörige Turkmenistans aus. Die Botschaft unterhält eine telefonische Rufbereitschaft für konsularische Notfälle deutscher Staatsangehöriger außerhalb der Dienstzeit.

## Geschichte
Durch den Zerfall der Sowjetunion im Jahre 1991 wurde Turkmenistan am 27. Oktober des Jahres ein eigenständiger Staat. Die Bundesrepublik Deutschland eröffnete am 23. November 1993 die Botschaft Aschgabat.